# Васил Брусарски
Васил Брусарски е бивш български футболист, полузащитник. Роден е на 26 октомври 1966 г. в Кюстендил. Играл е за Велбъжд, Беласица, Светкавица, Енергия (Търговище) и Левски (Омуртаг). Полуфиналист за Купата на ПФЛ през 1996 г. с Беласица.

## Статистика по сезони
- Велбъжд – 1984/85 – В група, 9 мача/1 гол
- Велбъжд – 1985/86 – В група, 17/2
- Велбъжд – 1986/87 – В група, 23/5
- Велбъжд – 1987/88 – В група, 28/8
- Велбъжд – 1988/89 – В група, 30/12
- Велбъжд – 1989/90 – Б група, 37/9
- Велбъжд – 1990/91 – Б група, 35/7
- Велбъжд – 1991/92 – Б група, 31/4
- Беласица – 1992/93 – Б група, 36/9
- Беласица – 1993/94 – Б група, 27/4
- Беласица – 1994/95 – Б група, 29/6
- Беласица – 1995/96 – Б група, 34/5
- Беласица – 1996/97 – В група, 26/8
- Светкавица – 1997/98 – Б група, 29/4
- Светкавица – 1998/ес. - Б група, 8/1
- Енергия – 1999/00 – Б ОФГ, 16/3
- Енергия – 2000/01 – А ОФГ, 23/8
- Енергия – 2001/ес. - В група, 12/3
- Левски (Ом) – 2001/02 – В група, 14/5